# Bembidion bipunctatum
Bembidion bipunctatum es una especie de escarabajo del género Bembidion, familia Carabidae. Fue descrita científicamente por Linnaeus en 1760.
Habita en Albania, Armenia, Austria, Azerbaiyán, Bielorrusia, Bélgica, Bosnia y Herzegovina, Bulgaria, Croacia, Chequia, Dinamarca, Estonia, islas Faroe, Finlandia, Francia, Georgia, Alemania, Gran Bretaña, Grecia, Hungría, Islandia, Irán, Irlanda, Italia, Kazajistán, Kirguistán, Letonia, Lituania, Macedonia, Moldavia, Marruecos, Países Bajos, Noruega, Polonia, Portugal, Rumania, Rusia, Serbia, Eslovaquia, Eslovenia, España, Suecia, Suiza, Tayikistán, Ucrania y Uzbekistán.